# Terry Farrell (architecte)
Pour les articles homonymes, voir Terry Farrell.
Terry Farrell, né le 12 mai 1938 à Sale (Grand Manchester) est un architecte britannique. En 1980, après avoir travaillé durant 15 ans avec Nicholas Grimshaw, Farrell fonde sa propre entreprise, Farrells. Il a acquis une solide réputation avec des projets de design urbain contextuel, ainsi que des œuvres exubérantes de postmodernisme comme le SIS Building. En 1991, son activité s'est étendue à l'international, ouvrant un bureau à Hong Kong. En Asie, sa société a conçu le KK100 à Shenzhen de 442 mètres de hauteur, le China Zun de 528 mètres de hauteur à Pékin, le plus haut bâtiment jamais conçu par un architecte britannique, le Noble Center, à Shenzhen, The Summit Building V à Shanghai, ainsi que la gare de Canton-Sud, autrefois la plus grande gare d'Asie.